# イソチアゾリノン

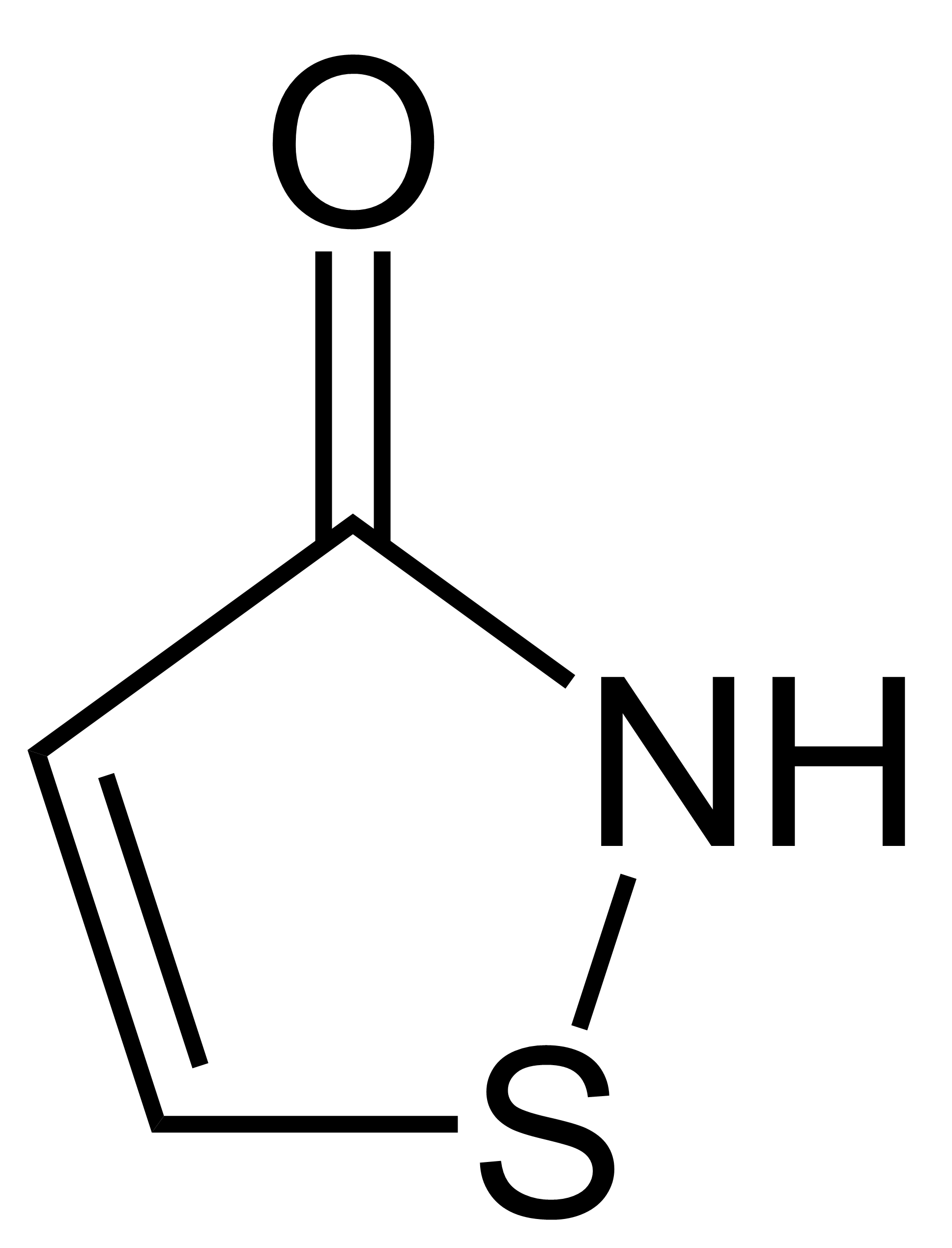
構造式

イソチアゾリノン（Isothiazolinone）は、複素環式化合物の一種で、イソチアゾリン-3-オン（Isothiazolin-3-one）、イソチアゾロン（Isothiazolone）ともいう。IUPAC名は1,2-チアゾール-3-オン（1,2-Thiazol-3-one）。イソチアゾールまたは4-イソチアゾリンの3位がカルボニルになった形に当たる。

## 誘導体
イソチアゾリノンの誘導体には、イソチアゾリン系（イソチアゾロン系）と総称される殺菌・防かび・防藻・防腐剤が数種類あり、食品・医療用を除く、シャンプー・化粧品・糊その他工業製品用の防腐剤、冷却水用殺菌剤等として広く用いられる。次のような種類がある。
- メチルイソチアゾリノン（MIT、MI）
- クロロメチルイソチアゾリノン（CMIT、CMI）
- オクチルイソチアゾリノン（OIT、OI）
- ジクロロオクチルイソチアゾリノン（DCOIT、DCOI）
- ベンズイソチアゾリノン（BIT）